# Житије Светог Саве од Теодосија
Житије Светог Саве од Теодосија је житије првог српског архиепископа Светог Саве (умро 1236. године), које је крајем 13. века или почетком 14. века написао хиландарски монах Теодосије. Настало је прерадом и дорадом старијег Житија Светог Саве, које је средином 13. века написао хиландарски монах Доментијан. Теодосијево житије се сматра једним од најчешће преписиваних хагиографских дела у српској средњовековној књижевности. Бројна питања која се односе на биографију аутора и генезу, односно структуру и рецепцију његовог дела разматрана су од стране многих истраживача, како српских тако и страних, а будући да рад на свеобухватном издавању и компаративној анализи сачуваних преписа још увек није довршен, нека од кључних питања се и даље сматрају отвореним.
Поред Теодосијевог Житија Светог Саве постоје и два старија житија истог светитеља:
- Пролошко житије Светог Саве, које је непосредно након Свине смрти саставио непознати аутор.[9]
- Житије Светог Саве од Доментијана, које је написао Савин ученик Доментијан Хиландарац.[10][11][12][13]

## Рукописи
Изворни рукопис (аутограф) Теодосијевог Житија Светог Саве није сачуван. Најстарији сачувани препис потицао је из 1336. године, а реч је о данас изгубљеном препису Теодула Хиландарца, који је био доступан истраживачима током друге половине 19. века, након чега је изгубљен. Млађих преписа Теодосијевог дела, било потпуних или делимичних, има око тридесет, а потичу из периода од друге половине 14. до краја 18. века.

## Погрешне атрибуције
У периоду од краја 18. до средине 19. века, у црквеним и стручним круговима постојале су извесне забуне по питању атрибуције ауторства, услед чега су поједина дела, која су настајала на основу Тедодсијевог Житија Светог Саве, била приписивана Доментијану. Први превид те врсте начинио је Кирило Живковић, који је 1794. године у Бечу приредио скраћено и прерађено хагиографско издање, под насловом: Житїе Свѧтыхъ Сербскихъ Просвѣтителей Сѵмеѡна и Саввы (Житије Светих Српских Просветитеља Симеона и Саве). Дело је објавио у дужој и краћој верзији, а обе је представио као дело Доментијана, иако су објављени текстови настали прерадом Теодосијевог Житија Светог Саве, што је потом довело до разних превида, како у тадашњој црквеној, тако и у стручној јавности, а Живковићево издање је 1858. године у Паризу објављено и у француском преводу, уз поновно приписивање Доментијану, из чега су проистекле додатне забуне. Спорна питања која се односе на генезу Живковићевог издања накнадно су разрешили Димитрије Руварац, Никола Радојчић и Владимир Ћоровић.
Сличан превид је потом начинио и Ђура Даничић, који је 1860. године изворно Теоодсијево Житије Светог Саве објавио под Доментијановим именом, увидевши и исправивши грешку тек накнадно. Даничићево издање из 1860. године изнова је 1973. године приредио Ђорђе Трифуновић, под исправно наведеним Теодосијевим именом.